# Artur Karaczewski
Artur Wiktor Karaczewski-Hiess (ur. 27 lub 28 października 1906 we Lwowie, zm. 10 stycznia 1969 w Warszawie) – polski działacz socjalistyczny, poseł na Sejm Ustawodawczy (1947–1952). 

## Życiorys
Urodził się w rodzinie galicyjskiego działacza socjalistycznego. Uczęszczał do IX Państwowego Gimnazjum im. Jana Kochanowskiego we Lwowie, po czym studiował prawo na Uniwersytecie Jana Kazimierza. Studia przerwał i podjął pracę jako księgowy w Kasie Chorych, a później robotnik w Małopolskiej Fabryce Żarówek. 
Był młodzieżowym działaczem lewicowym. W 1927 wstąpił do PPS, pisywał do związanego z socjalistami lwowskiego „Dziennika Ludowego”. Od 1935 pełnił obowiązki wiceredaktora naczelnego "Trybuny Robotniczej", zbliżył się wówczas do koncepcji jednolitofrontowych, opowiadając się za współpracą z KPP i KPZU. Działał w Lidze Ochrony Praw Człowieka i Obywatela i MOPR. Przygotowywał Kongres Pracowników Kultury z 1936. W lutym 1937 wykluczony z partii za sympatie prokomunistyczne i zawieszony w funkcji redaktora naczelnego. 
W latach 1939–1941 pozostał we Lwowie, gdzie pracował jako dyrektor w jednej z fabryk. W 1941 przedostał się do Mazowsze, gdzie działał w AK, redagując lewicową prasę niepodległościową. W 1944 władze PKWN mianowały go starostą garwolińskim, później pracował w Ministerstwie Administracji Publicznej. Od 1945 stał na czele redakcji PPS-owskiego „Kuriera Popularnego” w Łodzi. Sprawował mandat członka Miejskiej Rady Narodowej. W 1947 wybrany posłem na Sejm Ustawodawczy z okręgu Łódź-miasto. Po odejściu z Sejmu dalej pracował w dziennikarstwie. 
Odznaczony Krzyżem Komandorskim Orderu Odrodzenia Polski. 
Pochowany na Cmentarzu Wojskowym na Powązkach (kwatera:D6, rząd: 5, miejsce: 15). 